# Fermatův princip

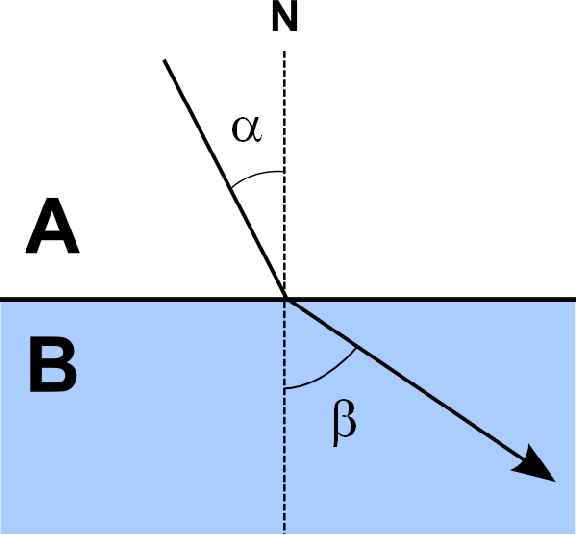
Fermatův princip lze využít při odvození Snellova zákona lomu.

Fermatův princip je fyzikální tvrzení, které zformuloval Pierre de Fermat a které shrnuje základní zákony geometrické optiky do následující věty:
Světlo se v prostoru šíří z jednoho bodu do druhého po takové dráze, aby doba potřebná k proběhnutí této dráhy nabývala extrémní hodnoty.
Extrémem je ve většině případů minimum. 
Lze tedy říci, že dráha spojující dva pevné body, po níž se světelný paprsek šíří, je ze všech drah, které dané dva body spojují, nejkratší (popř. nejdelší). Paprsek spojující dva body si vždy vybere takovou trajektorií, kterou světlo urazí za nejmenší možný (extrémní) čas.
Fermatův princip lze odvodit z Huygensova principu. Fermatův princip lze považovat za speciální případ principu nejmenší akce.
Fermatův princip lze využít např. při odvození zákona odrazu nebo Snellova zákona lomu. 

## Matematické vyjádření
Dobu šíření paprsku lze vyjádřit integrálem
{\displaystyle T=\int _{t_{1}}^{t_{2}}{\rm {{d}t=\int _{A}^{B}{\frac {\rm {{d}s}}{v}}={\frac {1}{c}}\int _{A}^{B}n{\rm {{d}s,}}}}}
kde {\displaystyle n} je index lomu závisející na poloze.
Realizovaná trajektorie paprsku mezi body A a B je tedy dle Fermatova principu ekvivalentně dána extremálou optické dráhy {\displaystyle l}, kterou popisuje křivkový integrál prvního druhu
{\displaystyle l=\int _{A}^{B}n{\rm {{d}s}}}.
Parametrizujeme-li křivku parametrem {\displaystyle \tau } tak, že {\displaystyle \tau =0} odpovídá A a {\displaystyle \tau =1} B, dostáváme vyjádření
{\displaystyle l=\int _{0}^{1}n(x_{1},x_{2},x_{3}){\sqrt {{\dot {x}}_{1}^{2}+{\dot {x}}_{2}^{2}+{\dot {x}}_{3}^{2}}}{\rm {{d}\tau =\int _{0}^{1}F(x_{j},{\dot {x}}_{j}){\rm {{d}\tau }}}}},
kde tečka značí derivaci podle {\displaystyle \tau }.
Eulerovy–Lagrangeovy rovnice, které extremála musí splňovat, přitom mají tvar
{\displaystyle {\frac {\partial F}{\partial x_{i}}}={\frac {\rm {d}}{\rm {{d}\tau }}}{\frac {\partial F}{\partial {\dot {x}}_{i}}}\quad i=1,2,3}
Po dosazení konkrétního {\displaystyle F} dostáváme:
{\displaystyle {\frac {\partial n}{\partial x_{i}}}{\sqrt {{\dot {x}}_{1}^{2}+{\dot {x}}_{2}^{2}+{\dot {x}}_{3}^{2}}}={\frac {\rm {d}}{\rm {{d}\tau }}}\left({\frac {n{\dot {x}}_{i}}{\sqrt {{\dot {x}}_{1}^{2}+{\dot {x}}_{2}^{2}+{\dot {x}}_{3}^{2}}}}\right)\quad i=1,2,3}
Použijeme-li parametr {\displaystyle s}, který parametrizuje křivku pomocí její délky od bodu A, dostáváme vztah
{\displaystyle {\frac {\rm {{d}s}}{\rm {{d}\tau }}}={\sqrt {{\dot {x}}_{1}^{2}+{\dot {x}}_{2}^{2}+{\dot {x}}_{3}^{2}}}}.
Po dosazení pak:
{\displaystyle {\frac {\partial n}{\partial x_{i}}}{\frac {\rm {{d}s}}{\rm {{d}\tau }}}={\frac {\rm {{d}s}}{\rm {{d}\tau }}}{\frac {\rm {d}}{\rm {{d}s}}}(n{\dot {x}}_{i}{\frac {\rm {{d}\tau }}{\rm {{d}s}}})\quad i=1,2,3}
Což po úpravě (derivace složené funkce) vede na rovnice
{\displaystyle {\frac {\partial n}{\partial x_{i}}}={\frac {\rm {d}}{\rm {{d}s}}}(n{\frac {\rm {{d}x_{i}}}{\rm {{d}s}}})\quad i=1,2,3},
které je možno zapsat ve tvaru jedné vektorové rovnice
{\displaystyle \nabla n={\frac {\rm {d}}{\rm {{d}s}}}(n{\frac {\rm {{d}\mathbf {r} }}{\rm {{d}s}}})}.
Odvozený výraz představuje paprskovou rovnici, která jednoznačně popisuje dráhu paprsku v prostředí, kde index lomu závisí na místě.